# Unity Village
Unity Village es una localidad de Guyana en la región Demerara-Mahaica. 
Es conocida por ser el lugar de  Shivnarine Chanderpaul, excapitán de la selección de cricket de las Indias Occidentales y de Bharrat Jagdeo, presidente de Guyana.

## Demografía
Según censo de población 2002 contaba con 36 habitantes. 
Ocupación de la población
| Dato      | Funcionarios | Profesionales y técnicos | Clero | Comercio y Servicios | Act. agrícolas | Act. industriales | Ocup. elementales | S/D | Total |
| --------- | ------------ | ------------------------ | ----- | -------------------- | -------------- | ----------------- | ----------------- | --- | ----- |
| Población | 0            | 0                        | 0     | 5                    | 6              | 0                 | 12                | 13  | 36    |